# Lanterna (orientamento)

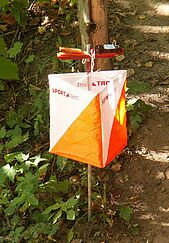
Una lanterna dotata di punzone

La lanterna che si usa nell'orientamento è un punto di controllo munito di punzone o chip elettronico, per testimoniare il proprio passaggio, di un codice identificativo, per verificare che la lanterna sia quella giusta, ed infine di un prisma bianco-arancione che caratterizza l'orienteering. Le facce laterali misurano 30 x 30 cm.

## Storia
- 1950 circa: durante le prime manifestazioni di orienteering nei punti di controllo era presente un "giudice" incaricato di segnare il passaggio dei vari concorrenti registrando anche il tempo intermedio; nelle lanterne più frequentate si formavano però code che facevano perdere tempo prezioso agli atleti.
- 1960-65: il giudice inizia ad essere meno presente ed al suo posto i concorrenti trovano dei francobolli o delle informazioni da ricopiare; anche questo metodo non può considerarsi affidabile perché in caso di pioggia i francobolli sbiadiscono.
- 1965-99: viene introdotto il classico "punzone" con il quale i concorrenti timbrano il testimone di passaggio.
- 1996: in questi anni nelle manifestazioni più importanti i concorrenti conoscono il primo sistema di punzonatura elettronica, l'Emit. In alcune gare del nord Europa questo sistema è utilizzato tutt'oggi.
- dal 1999: si inizia a utilizzare il sistema SPORTident che caratterizzerà quasi tutte le maggiori gare fino a oggi.